# Grandosmylus centrasius
Grandosmylus centrasius là một loài côn trùng trong họ Osmylidae thuộc bộ Neuroptera. Loài này được Makarkin miêu tả năm 1985.